# Esperanza Macarena de Madrid
María Santísima de la Esperanza Macarena Coronada es una advocación mariana venerada en la Real Colegiata de San Isidro ubicada en el barrio de los Austrias de la ciudad de Madrid (España). 

## Imagen
La imagen está inspirada en la afamada Esperanza Macarena de Sevilla, siendo fruto de la devoción universal que recibe esta advocación. Fue realizada en 1941 por Antonio Eslava Rubio, para la Hermandad del Gran Poder y de la Esperanza Macarena, siendo una de sus titulares.
Fue bendecida en la iglesia de la Santa Cruz el día 15 de marzo de 1941 por Leopoldo Eijo y Garay, obispo de Madrid, siendo vestida la imagen con el manto conocido como «El Camaronero», que la hermandad de la Macarena de Sevilla prestó para la ocasión. Realizó su primera estación de penitencia con su hermandad el día de Jueves Santo de 1948.

### Restauración
Fue restaurada en el año 2000 por Raimundo Cruz Solís e Isabel Poza Villacañas, y el 6 de octubre de 2004, el cardenal Antonio María Rouco Varela le otorgó el reconocimiento canónico de la coronación que goza la imagen sevillana.